# Mikrokosmos (Bartók)

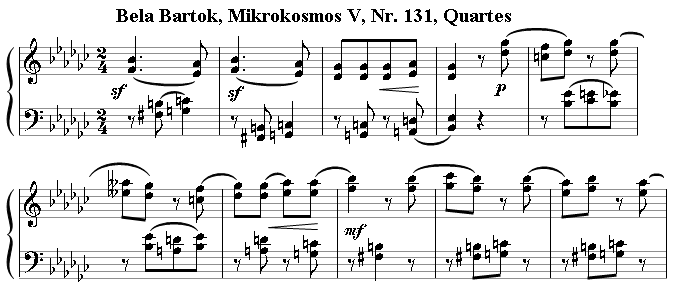
Bartók Béla, Mikrokosmos

Mikrokosmos (v maďarštině Mikrokozmosz, Sz. 107, BB 105) je cyklus 153 krátkých klavírních skladeb, členěných do 6 sešitů. Jejich autor, Béla Bartók (Béla Viktor János Bartók), je složil v letech 1926-1939 (jinde - MVDr.Štefan Rencz - uvádí 1932-1939). Skladby jsou určeny klavíristům různých úrovní, od začátečníků (sešity I. a II.) přes pokročilé (sešity III. a IV.), až po vyspělé klavíristy (sešity V. a VI.). Několik skladeb je určeno pro klavír a zpěv (mezzosoprán, skladby 43, 44, 55, 68, 74 a 95), další skladby jsou určeny pro dva klavíry (skladby 65, 74, 95, 127).
Prvních 66 skladeb (sešit I. a II.) věnoval skladatel svému druhému synovi Petrovi, jemuž byly (jako lekce pro děti) původně určeny. Většinou se jedná o technická cvičení, potřebná pro rozvoj nezávislého pohybu jednotlivých prstů a obou rukou. Základem těchto krátkých skladeb jsou maďarské lidové melodie, pentatonické, celotónové a modální harmonie, jakož i dobrodružnější, oktatonické (tj. stupnice, založené na pravidelném střídání půltónů a celých tónů) chromatické stupnice. Svazky III. a IV. již obsahují zvýšenou harmonickou složitost, a kladou na schopnost interpreta vyšší technické nároky. V pořadí poslední dva svazky (V. a VI.) jsou určeny profesionálním klavíristům. Od předchozích se liší např. tím, že mají poměrně neobvyklou stavbu, jejich polyfonní kontrapuntální struktura je hustší, rytmické struktury jsou komplikovanější, a zahrnují energické synkopy a taneční rytmy.
Takový melodický a harmonický materiál je však pro Bartóka charakterističtější, spolu s jeho racionálním myšlením a typickou kompoziční propracovaností, vloženou do hudby. To dokládá nejen jeho hudební pedagogická činnost, ale zejména jeho propagování moderní artificiální hudby v 1. pol. 20. století.
V Bartókově hudbě se výrazně uplatňují tvrdé, „barbarské rytmy“, které lze najít i v hudbě S. Prokofjeva, I. F. Stravinského, A. Chačaturjana aj. Zmíněné nepravidelné členění je typické právě pro klavírní cyklus Mikrokosmos. Klavír pojímal jako bicí nástroj, přitom jeho hudba zůstává, "racionální i nesmírně citová a jímavá, což představuje nepříliš časté spojení pro hudbu 20. století", jak řekl profesor Vladimír Franz.
To, že je Mikrokosmos doposud životaschopnou, progresivní metodou klavírní techniky, dokazuje jeho přítomnost v repertoárech dnešních studentů, i v pedagogických aplikacích. Sám autor o něm řekl. že se „jeví jako syntéza všech hudebních a technických problémů, které byly v předchozích klavírních pracích řešeny a v některých případech vyřešeny pouze částečně". Jeho dílo je ve světovém měřítku stále živé, v současné době náleží k opakovaně vyhledávaným, s velkým úspěchem interpretovaným, a také upravovaným, či hraným na jiných nástrojích. Např. Huguette Dreyfus nahrála množství skladeb (ze sešitů III. až VI.) na cembalo, některé skladby cyklu Mikrokosmos zněly na vystoupeních Jazz Half Sextetu na konci 70. let 20. století, v úpravách českého skladatele Viktora Kotrubenka.

## Nahrávky
- 1929-1942 Béla Bartók[8]
- před rokem 1981 Ditta Bartók-Pásztory[9]
- 1999 Zoltán Kocsis: Bartók: Works for Solo Piano, Vol. 5 - Mikrokosmos, Books 1-6, Philips, nahráno v Hamburku v červenci (sešity I-IV) a říjnu 1997 (sešity V a VI). Druhý klavír: Karoly Mocsari, zpěv: Marta Lukin[10]
- 2006 Jenő Jandó, Balázs Szokolay - klavíry, Tamara Takács, mezzosoprán, Naxos,[11]